# Bruchidius japonicus
Bruchidius japonicus là một loài bọ cánh cứng trong họ Bruchidae. Loài này được Harold miêu tả khoa học năm 1878.